# Pleurolithobius patriarchalis
Pleurolithobius patriarchalis är en mångfotingart som först beskrevs av Berlese 1894.  Pleurolithobius patriarchalis ingår i släktet Pleurolithobius och familjen stenkrypare. Inga underarter finns listade i Catalogue of Life.